# Chrome OS
Chrome OS är ett Linuxbaserat gratis mini-pc-operativsystem optimerat för webbanvändning från amerikanska företaget Google. 
Den 19 november 2009 släppte Chrome OS källkod som Chromium OS-projektet. Som med andra open source-projekt, kan utvecklare modifiera koden från Chromium OS och bygga sina egna versioner, medan Chrome OS endast stöds av Google och dess partners och endast körs på hårdvara för ändamålet. Till skillnad från Chromium OS uppdateras Chrome OS automatiskt till den senaste versionen. 

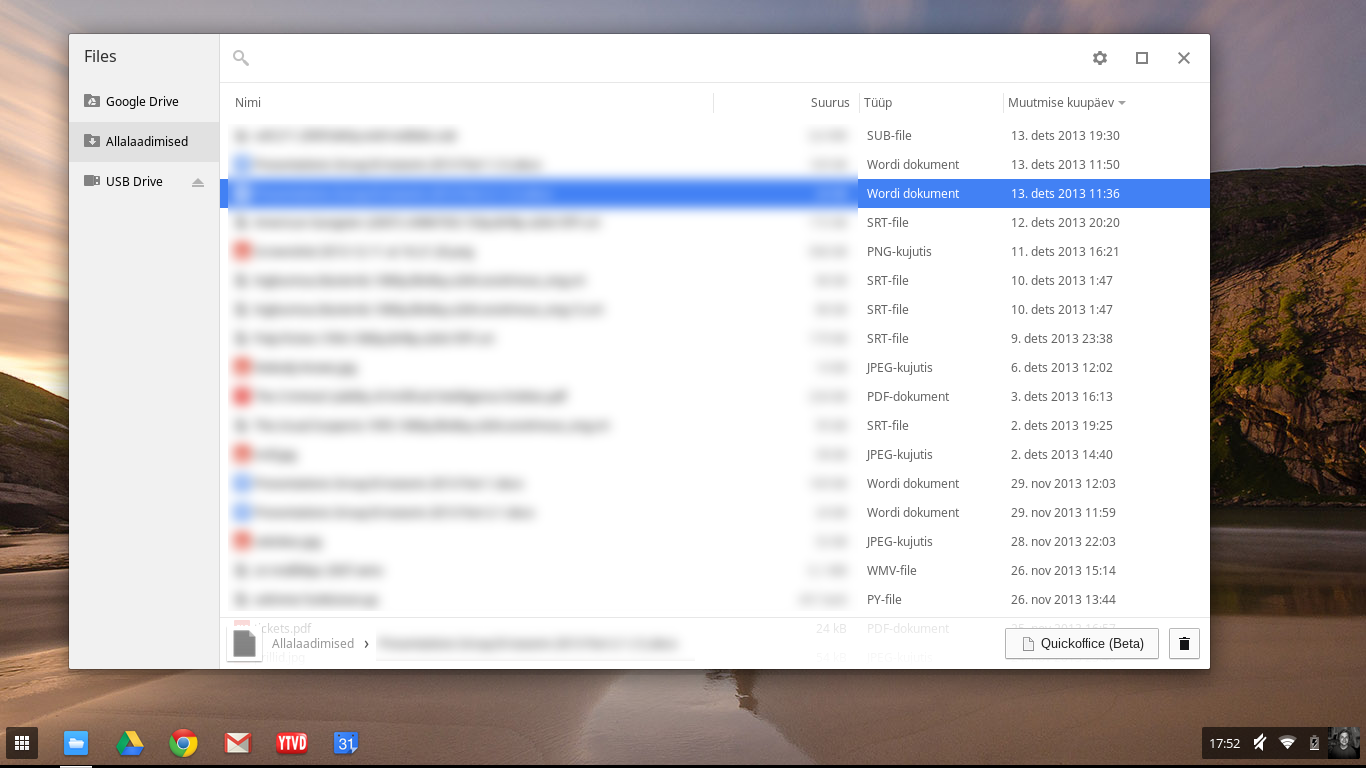
Chrome OS

Chrome OS bygger på öppen källkod, den egna webbläsaren Chrome och på ett nytt grafiskt gränssnitt som gör det oberoende av X11, KDE och Gnome. Det ska enligt planerna finnas i produkter under första halvan av 2011. 
I projektet medverkar datortillverkarna Acer, Asus, Hewlett-Packard, Lenovo och Toshiba, ARM-processortillverkarna Freescale, Qualcomm och Texas Instruments, samt Adobe. Google hoppas också att få hjälp med utvecklingen av frivilliga programmerare. 
Chrome OS kan köras både på datorer som bygger på x86-processorer, som är dagens standard i persondatorer, men också på datorer som använder ARM-processorer, som är standard i smartphones och har börjat användas i mini-pc.
Operativsystemet startas på några få sekunder. 
Användare kan välja att byta mellan olika programvaruversioner av operativsystemet. Man kan testa de senaste funktionerna genom att byta till en mer experimentell programvaruversion. Det finns tre programvaruversioner av Chrome OS:
- Stabil version: Version som har testats grundligt av teamet bakom Chrome OS och är det bästa valet när det gäller att undvika krascher och andra problem. Den uppdateras med 2–3 veckors intervall för mindre ändringar och var sjätte vecka för större ändringar.
- Betaversion: Om man vill ta del av kommande ändringar och förbättringar utan att ta för stora risker använder man betaversionen. Den uppdateras ungefär en gång i veckan och större uppdateringar kommer var sjätte vecka, mer än en månad innan de finns i den stabila versionen.
- Testversion: Om man vill ta del av de senaste funktionerna i Chrome OS. Testversionen uppdateras en eller två gånger i veckan. Även om den här versionen testas förekommer det fortfarande fel. Det beror på att Google vill att användarna ska kunna ta del av alla nyheter så snabbt som möjligt.

Chrome OS har en integrerad filhanterare och mediaspelare. Systemet stöder Chrome Apps.
2016 introducerade Google möjligheter att köra Android appar på enheter som stöder det, med tillgång till hela Google Play Store. Det är ännu bara ett fåtal nyare enheter som stöder det, men fler ska tillkomma med tiden.

## Hårdvara

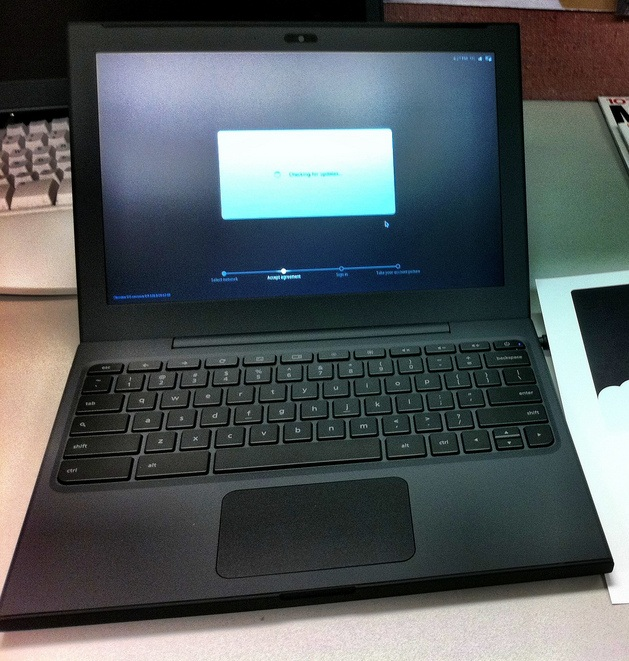
Chromebook Cr-48

### Cr-48 prototyp
Google meddelade under en presskonferens den 7 december 2010 att man låtit tillverka ungefär 60 000 små netbookliknande datorer. Ett fåtal av dessa gavs ut till användare som anmält intresse att delta i ett pilotprogram. Datorerna är endast avsedda som en testplattform och kommer inte att säljas till allmänheten. Hårdvaran består av en Intel Atom som körs i 1,66 GHz, 2 GiB RAM och en 16 GB SSD hårddisk. Enheten har stöd för trådlöst nätverk (802.11a, b, g och n) samt 3G, och enheten åtföljs av ett förbetalt abonnemang hos Verizon som tillåter 100 MB dataöverföring per månad i två år.

### Chromebook, Chromebase, Chromebox

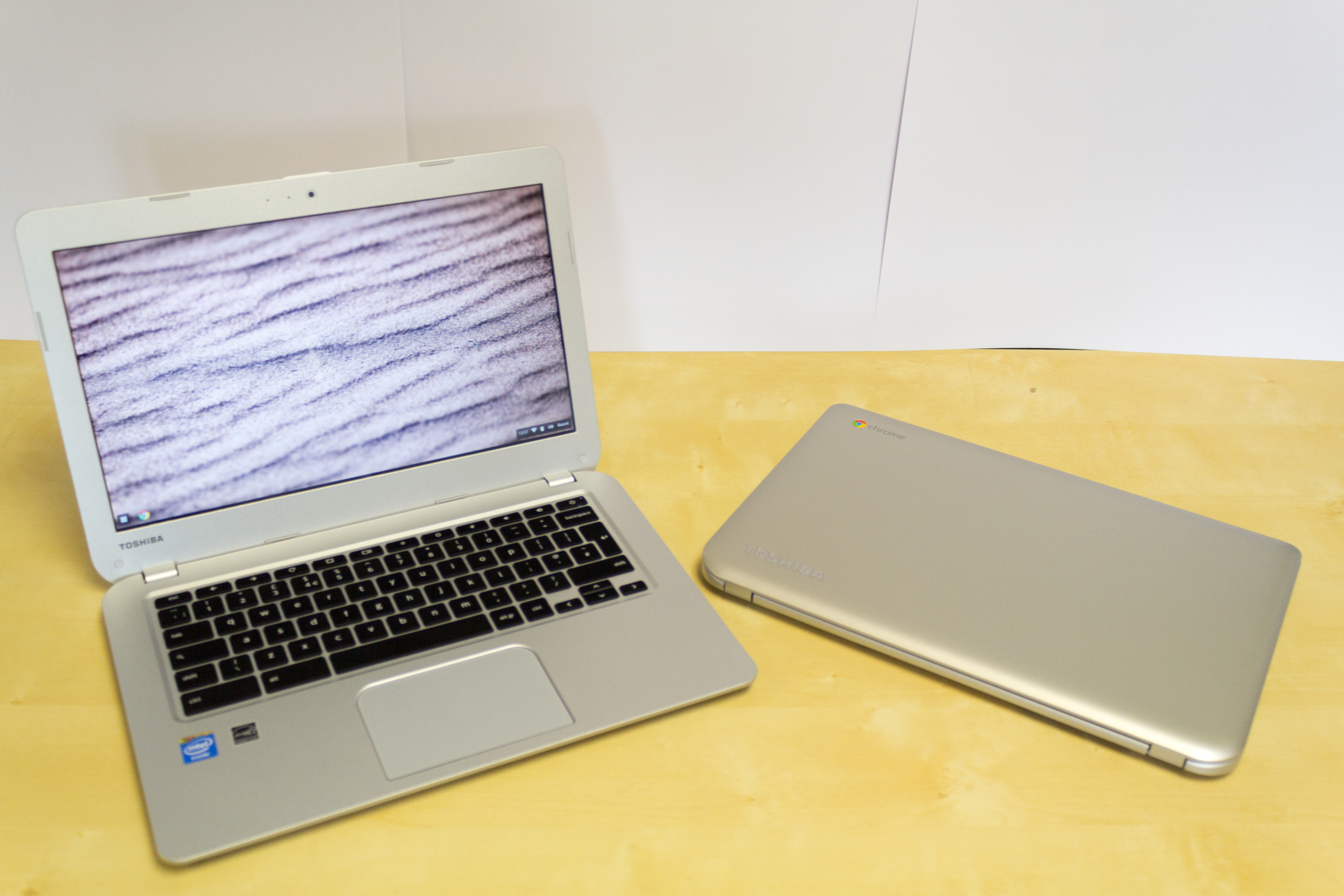
Chromebook

Chrome OS är endast förinstallerat på enheter som stöds av Google, vanligtvis på bärbara datorer, så kallade Chromebook. Det förekommer också på stationära datorer (allt-i-ett datorer) kallade "Chromebase" eller på mycket små datorer, antingen i form av en liten låda kallad "Chromebox" eller i en form av en datorsticka (som ett större USB-minne men med HDMI anslutning).